# Athens (Maine)
Athens è un comune degli Stati Uniti d'America, situato nello Stato del Maine, nella contea di Somerset.